# Sweet Miracle
Sweet Miracle är en låt av den kanadensiska progressiv rock bandet Rush. Den släpptes som singel i september 2002 och återfinns på albumet Vapor Trails, släppt den 14 maj 2002. 
"Sweet Miracle" är en av flera låtar på albumet som ej spelades live.